# Outdoor fest Jerma
Outdoor fest Jerma ili Jerma outdoor fest (č. „jerma autdor fest”) srpski je festival sportova na otvorenom. Prvi je avanturistički festival ovakvog tipa koji se organizuje u Srbiji i namenjen je prvenstveno ljubiteljima prirode i aktivnog odmora.
Tačna lokacija festivala je specijalni rezervat prirode Jerma, područje od sela Vlasi do Trnskih Odorovaca, na nekih 22 km od Pirota.
Fest traje 5 dana, a sve aktivnosti se održavaju ili kreću iz kampa. Sem kampa smeštaj je moguć i u seoskim domaćinstvima.
Za vreme trajanja festa kroz razne outdoor aktivnosti kao što su planinarenje, pešačke ture, планинско трчање, planinski biciklizam, sportsko penjanje, pećinarenje i slično učesnici otkrivaju i upoznaju se sa lepotama ovog rezervata prirode.
Sem toga za učesnike su organizovane i razne radionice, programi, kao i bioskop pod vedrim nebom.
Festival ima za cilj promociju ovog rezervata prirode, kao i koncept aktivnog turizma.
Organizatori su organizacija Avanturistička mreža i Turistička organizacija Pirot.

## Spoljašnje veze
- Zvanični veb-sajt